# Блелло
Бле́лло (итал. Blello) — коммуна в Италии, располагается в регионе Ломбардия, в провинции Бергамо.
Население составляет 75 человека (2019), плотность населения составляет 34,09 чел./км². Занимает площадь 2,2 км². Почтовый индекс — 24012. Телефонный код — 0345.
В коммуне 25 марта особо празднуется Благовещение Пресвятой Богородицы.

## Демография
Динамика населения:

## Администрация коммуны
- Официальный сайт: http://www.comune.blello.bg.it/

## Примечание
1. ↑  Statistiche demografiche ISTAT. demo.istat.it. Дата обращения: 29 ноября 2019. Архивировано из оригинала 14 января 2018 года.